# Промислове виробництво в Україні

## Ранній та довоєнний період
Див. ще: Історія нафтогазовидобування на Західній Україні
| Структура промислового виробництва України, 1912                         | Структура промислового виробництва України, 1912 |
| ------------------------------------------------------------------------ | ------------------------------------------------ |
| Гірнича, гірничозаводська, металургійна, видобування і обробка мінералів | 45,9                                             |
| Харчова промисловість                                                    | 36,2                                             |
| Обробка металів і виробництво машин                                      | 10,4                                             |
| Обробка дерева                                                           | 2,1                                              |
| Хімічна промисловість                                                    | 1,8                                              |
| Текстильна промисловість                                                 | 1,5                                              |
| Інші галузі виробництва                                                  | 1,2                                              |

## Повоєнний період
| Сфери діяльності                                                  | Роки | Роки  | Роки  | Роки  | Роки  |
| Сфери діяльності                                                  | 1940 | 1970  | 1980  | 1985  | 1990  |
| Електроенергія, млрд. кВт·год                                     | 12.4 | 137.6 | 236   | 272   | 298.5 |
| Прокат чорних металів (готовий), млн т                            | 5.6  | 32.7  | 36    | 37.7  | 38.6  |
| Сталеві труби, млн т                                              | 0.6  | 4.5   | 6.3   | 6.7   | 6.5   |
| Залізна руда (товарна), млн т                                     | 20.2 | 111.2 | 125.5 | 120   | 105   |
| Мінеральні добрива (в розрахунку на 100% поживних речовин), млн т | 0.2  | 2.5   | 4.1   | 5.1   | 4.8   |
| Хімічні волокна та нитки, тис. т                                  | 1.6  | 65.3  | 161.2 | 164.8 | 79.2  |
| Металорізальні верстати, тс. Шт                                   | 11.7 | 29.6  | 32.9  | 31.1  | 37    |
| Трактори, тис. шт                                                 | 10.4 | 147.5 | 135.6 | 135.9 | 106.2 |
| Папір, тис. т                                                     | 27.9 | 187.4 | 209   | 299.2 | 396.2 |